# Holminaria prolata
Holminaria prolata là một loài nhện trong họ Linyphiidae.
Loài này thuộc chi Holminaria. Holminaria prolata được Octavius Pickard-Cambridge miêu tả năm 1873.